# Macrotoma
Macrotoma — род жуков усачей из подсемейства Prioninae.

## Описание
Первый сегмент усиков заметно короче третьего. Боковой край переднеспинки мелкозернистый, передние и задние углы переднеспинки с мелкими зубчиками.

## Систематика
- род: Macrotoma Audinet-Serville, 1832 nec Laporte, 1832

- подрод: Bandar Lameere, 1912 (также рассматривается как самостоятельный род)

- вид: Macrotoma khooi Hayashi, 1975
- вид: Macrotoma kurosawai (Komiya, 2001)
- вид: Macrotoma pascoei (Lansberge, 1884)

- подрод: Macrotoma Audinet-Serville, 1832

- вид: Macrotoma androyana Fairmaire, 1901
- вид: Macrotoma gerstaeckeri Lameere, 1903
- вид: Macrotoma gracilipes Kolbe, 1894
- вид: Macrotoma natala Thomson, 1860
- вид: Macrotoma palmata (Fabricius, 1792)
- вид: Macrotoma serripes (Fabricius, 1781)